# Le Latet
Le Latet település Franciaországban, Jura megyében. Lakosainak száma 89 fő (2022. január 1.). Le Latet Le Larderet, Moutoux, Les Nans, Le Pasquier és Vers-en-Montagne községekkel határos.

## Népesség
A település népességének változása:
| Lakosok száma | 73   | 71   | 73   | 75   | 78   | 80   | 81   | 85   | 87   | 89   |
|               | 1968 | 1982 | 1990 | 2006 | 2013 | 2015 | 2017 | 2019 | 2020 | 2022 |